# Basowiszcza

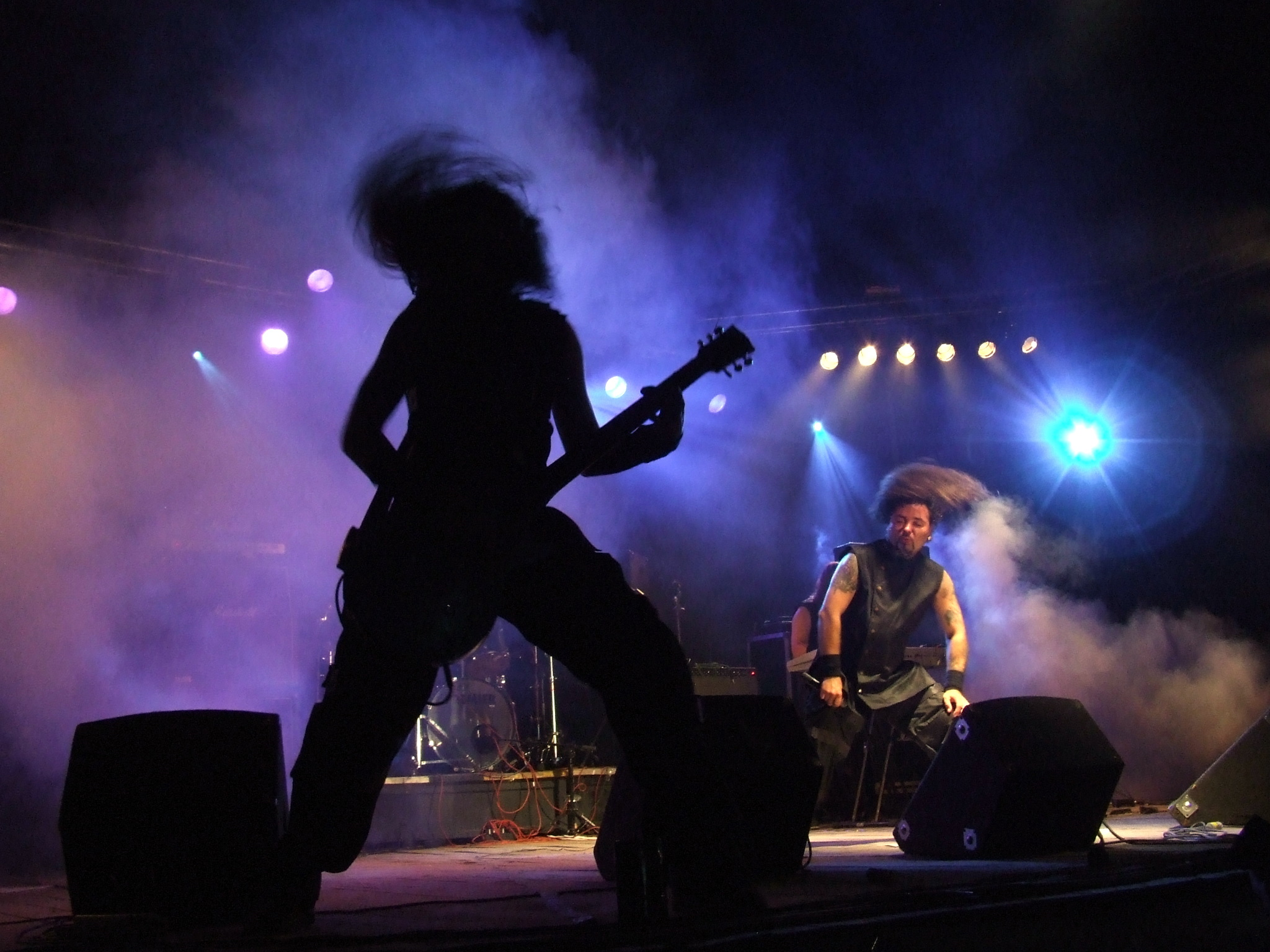
Koncert zespołu Rasta w 2007

Basowiszcza (biał. Басо́вішча, Basovišča) – Festiwal Muzyki Młodej Białorusi Basowiszcza organizowany przez Białoruskie Zrzeszenie Studentów, odbywający się rokrocznie od 1990 w drugiej połowie lipca na leśnej polanie Boryk w pobliżu miejscowości Gródek. 30 edycja Basowiszcza została zorganizowana przez БАС w 2019.
Nazwa pochodzi od БАС, białoruskiego akronimu nazwy organizatorów (Белару́скае Аб’ядна́ньне Студэ́нтаў, Biełaruskaje Abjadnańnie Studentaŭ), do którego dołączono formant -išča (pol. -isko).
W lipcu 2012 r. odbyła się 23. edycja festiwalu, którą Zrzeszenie zorganizowało we współpracy z białostockim stowarzyszeniem Pogotowie Kulturalno-Społeczne, między innymi dzięki dofinansowaniu Ministerstwa Administracji i Cyfryzacji.
Basowiszcza zostało ostatni raz zorganizowane przez БАС w 2019 roku, podczas 30., jubileuszowego Basowiszcza.

## Format festiwalu
Festiwal gościł m.in. Illusion, Blenders, Armię, Pidżamę Porno, Kult, Cool Kids of Death, KSU, Lao Che, R.U.T.A. Główną specyfiką festiwalu jest to, że prezentuje się na nim niezależna scena muzyczna zza wschodniej granicy. Począwszy od lat dziewięćdziesiątych udział w imprezie brały zespoły Mroja czy ULIS, następnie N.R.M., Neuro Dubel, Krama, Troitsa, Gliuki i inne. Festiwal poprzez muzykę i inne formy twórczości artystów, przede wszystkim z Polski i Białorusi, prezentuje ich dorobek artystyczny.
Festiwal stanowi jedno z największych wydarzeń muzycznych w północno-wschodniej Polsce i jest nieodłącznym elementem życia kulturalnego Podlasia. Muzyka, jak i inne dziedziny kultury tam prezentowane skierowane są zatem do szerokiego grona odbiorców zainteresowanych współczesną kulturą – nie tylko Białorusinów. Oprócz tego pełni on ważną rolę, ponieważ występują na nim zespoły tworzące w języku białoruskim, który UNESCO uznało za język zagrożony wymarciem.
Na chwilę obecną Basowiszcza to nie tylko muzyka, ale również sztuka, literatura, film czy fotografia, a także warsztaty.

## Ewaluacja
Rok-kniazouna Kaciaryna Kamocka jako felietonista BelaPAN w 2008 roku tak ocenił festiwal: „Basowiszcza nie został pomyślany jako festiwal emigracji białoruskiej, ale jako święto lokalnych białostockich Białorusinów”.